# Roller Buggy

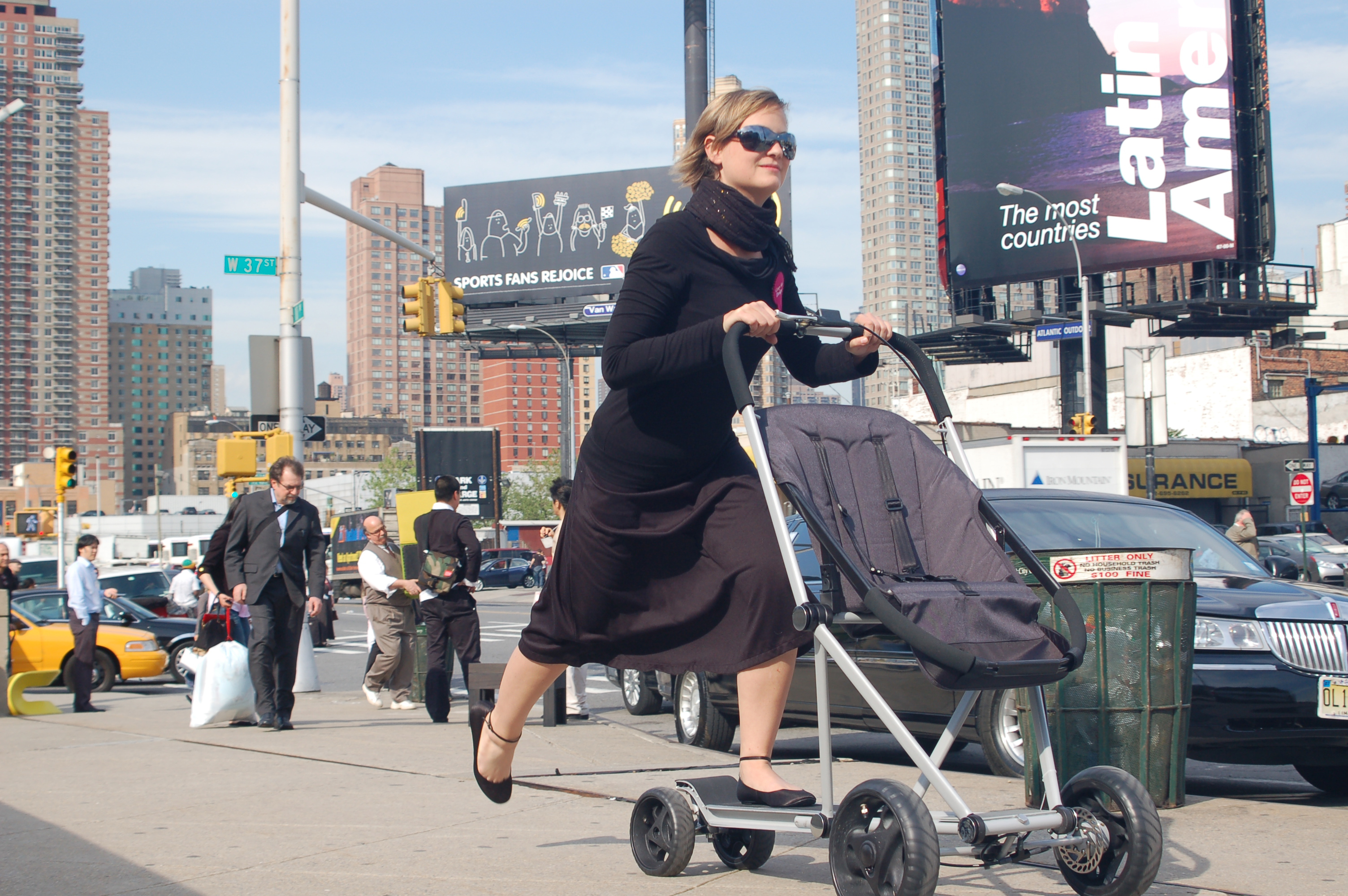
Roller Buggy von Valentin Vodev

Roller Buggy ist ein Kinderwagen mit Tretfunktion, der sich zu einem Roller bzw. Longboard erweitern lässt. Durch die Integration eines Standbrettes kann der Buggy wie ein Tretroller genützt und durch Gewichtsverlagerung gesteuert werden.

## Technische Details
Ein Roller Buggy ist ein am Skateboard orientiertes Muskelkraftbetriebenes Fahrzeug. Der multifunktionale Kinderwagen besteht aus Aluminium und Kunststoff und umfasst ein Fahrgestell mit Trittbrett sowie einen einsetzbaren, adaptierbaren Kindersitz. Durch einen Knopfdruck lässt sich das Trittbrett ausklappen und auf die Länge eines Longboards erweitern. Auch die Räder folgen dem Prinzip des Skateboards und ermöglichen dem Fahrer, den Roller Buggy durch Gewichtsverlagerung zu lenken. Des Weiteren ist der Buggy mit einer Hydraulikbremse  ausgestattet, die durch einen  Hebel am Griff betätigt werden kann. Für den Transport oder zur Verstauung lässt er sich flach zusammenfalten. Ein Roller Buggy wiegt ungefähr 20 kg, ist 90 cm lang, 60 cm breit und 90 cm hoch.

## Geschichte
Die Idee zum Roller Buggy geht auf den in Wien lebenden Produktdesigner Valentin Vodev zurück. Mit der Entwicklung des Roller Buggys wollte er eine umweltfreundliche Alternative zum Auto schaffen und für Eltern eine Möglichkeit bieten, auch mit Kind sportlich aktiv zu sein. Nach dem Testen verschiedener Modelle sowie einer Marktanalyse kreierte er ein 3D-Modell, und ein Prototyp wurde gebaut. Der erste multifunktionale Buggy mit Tretfunktion wurde unter dem Produktnamen „Roller Buggy“ im Jahr 2005 fertiggestellt.
2007 gewann Vodevs Roller Buggy den Bronze-Preis bei der 11. International Bicycle Design Competition in Taipeh, Taiwan und war Well Tech Award Finalist bei der Salone del Mobile 2011 in Mailand.
Am 27. Oktober 2010 wurde der Roller Buggy in der britischen Zeitung „The Telegraph“ als Bild des Tages veröffentlicht.
Weiters begann sich im Jahr 2012 auch der Kinderwagenhersteller Quinny für die Idee zu interessieren und beauftragte ein niederländisches Designstudio mit der experimentellen Entwicklung eines Kinderwagens mit Tretfunktion.

## Anwendung und Sicherheit
Roller Buggys können vor allem in Gebieten mit wenig Verkehr oder in Parklandschaften genutzt werden. Der Kindersitz ist für Passagiere ab 18 Monaten bis zu vier Jahren geeignet, die mit einem Anschnallgurt gesichert sind. Dennoch sollten Geschwindigkeiten von max. 15 km/h keinesfalls überschritten werden.
Rechtlich befindet man sich in Österreich auf den meisten Fahrbahnen und den meisten Gehsteigen in einem Graubereich.
Die breite Spurweite vorne erlaubt auch beim Bremsen eine gewisse Kurvenfahrt.
Mit Inlineskates einen 3-rädrigen Kinderwagen (Stroller mit fixiert oder gefedert gerade gelenktem Vorderrad) schieben ist eine ähnliche Transportform.